# Vlag van Welkenraedt
De vlag van Welkenraedt is op onbekende datum bij raadsbesluit vastgesteld als de vlag van de Luikse gemeente Welkenraedt. De vlag kan als volgt worden beschreven:
Wit, met een rode leeuw, een gekruiste gevorkte staart, een gele kroon en klauwen en een blauwe tong.
De vlag is volledig gebaseerd op het gemeentewapen en ziet er dus helemaal hetzelfde uit.